# Collobiano
Collobiano là một đô thị ở tỉnh Vercelli trong vùng Piedmont thuộc Ý, có cự ly khoảng 60 km về phía đông bắc của Torino và khoảng 11 km về phía tây bắc của Vercelli. Tại thời điểm ngày 31 tháng 12 năm 2004, đô thị này có dân số 126 người và diện tích là 9,1 km².
Collobiano giáp các đô thị: Albano Vercellese, Casanova Elvo, Olcenengo, Oldenico, Quinto Vercellese, và Villarboit.